# Quá liều benzodiazepine
Quá liều benzodiazepine (tiếng Anh: Benzodiazepine overdose) miêu tả việc ăn phải một trong số các loại thuốc có chứa benzodiazepine với liều lượng lớn hơn khi được khuyến cáo hoặc sử dụng chung. Có một loại thuốc giải độc tên là flumazenil, nhưng việc sử dụng nó đang gây tranh cãi.
Tử vong do quá liều benzodiazepine xảy ra thường xuyên, đặc biệt là sau khi nhập viện. Năm 2013, benzodiazepine đều chiếm 31% trong ước tính 22,767 ca tử vong do dùng thuốc quá liều tại Hoa Kỳ. Cục quản lý Thực phẩm và Dược phẩm Hoa Kỳ (FDA) đã ban hành một cảnh báo hộp đen về việc sử dụng đồng thời hai loại thuốc benzodiazepine và opioid. Benzodiazepine là một trong những loại thuốc được chỉ định cao nhất, và chúng được sử dụng chủ yếu để tự đầu độc mình.